# Юровський Володимир Михайлович (диригент)
Володи́мир Миха́йлович Юро́вський (* 4 квітня 1972, Москва) — диригент. Внук композитора Володимира Михайловича Юровського, син диригента Михайла Володимировича Юровського.

## Біографічні відомості
У 1987—1990 роках був студентом теоретичного відділення Музичного училища при Московській консерваторії. 1990 року продовжив навчання в Дрезденській і Берлінській консерваторіях.
Міжнародний дебют Юровського відбувся 1995 року на оперному Wexford Festival («Майська ніч» Римського-Корсакова).
У 1996—2000 роках працював постійним диригентом у театрі Komische Oper (Берлін). 2000 року Юровського відзначили престижною премією Abbiati Prize як найкращого диригента року. 2004 року BBC Music Magazine назвав його серед найталановитіших молодих диригентів світу. З 2007 очолює Лондонський філармонічний оркестр.